# Realme C31
realme C31 — смартфон початкового рівня, розроблений realme. Був представлений 25 березня 2022 року.

## Дизайн
Екран захищений склом Panda Glass. Корпус виконаний з пластику та має спеціальну фактуру. За дизайном realme C31 схожий на більшість смартфонів realme 2022 року.
Знизу знаходяться роз'єм microUSB, мікрофон та 3,5 мм аудіороз'єм, зліва — лоток під 2 SIM-картки і карту пам'яті формату microSD до 256 ГБ та кнопки регулювання гучності, а справа — кнопка блокування, в яку вбудований сканер відбитків пальців. Ззаду розміщені блок основної камери з LED-спалахом та мультимедійний динамік.
realme C31 продавався в темно-зеленому та світло-сріблястому кольорах.

## Технічні характеристики

### Апаратне забезпечення
realme C31 отримав систему на кристалі початкового рівня UNISOC T612, що відрізняється від встановленого у realme C21Y UNISOC T610 потужнішим графічним процесором Mali-G57 замість Mali-G52 MP2. realme C31 був доступний в конфігураціях 3/32 та 4/64 ГБ.
Батарея отримала об'єм 5000 мА·год.
Пристрій має 6,5-дюймовий дисплей типу IPS LCD з роздільною здатністю HD+ (1600 × 720), співвідношенням сторін 20:9 та щільністю пікселів 270 ppi та краплеподібним вирізом під фронтальну камеру.
realme C31 отримав основну потрійну камеру із ширококутний об'єктивом на 13 Мп з діафрагмою f/2.2 і автофокусом та можливістю запису відео в роздільній здатності 1080p@30fps, макрооб'єктива на 2 Мп з діафрагмою f/2.4 та чорно-білого об'єктива на 0,3 Мп з діафрагмою f/2.8. Також смартфон отримав ширококутну фронтальну камеру на 5 Мп з діафрагмою f/2.2 та можливість запису відео у роздільній здатності 720p@30fps. 

### Програмне забезпечення
Пристрій був випущений на realme UI R Edition на базі Android 11 і пізніше був оновлений до realme UI T Edition на базі Android 13.